# Andrena chalybioides
Andrena chalybioides är en biart som först beskrevs av Henry Lorenz Viereck 1904.  Andrena chalybioides ingår i släktet sandbin, och familjen grävbin. Inga underarter finns listade i Catalogue of Life.